# Розенель Альфред Германович
Розенель Альфред Германович (22 вересня 1852, Волинська губернія — 6 листопада 1920, Чернігів) — лікар-психіатр, доктор медицини.

## Біографія
Народився у 1852 році. Поляк за походженням. Лікар-психіатр, доктор медицини, колезький радник, ординатор Чернігівської губернської земської лікарні, гласний Чернігівської міської думи.
У 1876 році закінчив Київський університет св. Володимира. Під час російсько-турецької війни 1877–1878 років служив лікарем в Червоному Хресті. У 1878 році отримав ступінь доктора медицини.
Перебував у висланні в Архангельській губернії, по поверненні — під негласним наглядом.
З 1883 року працював лікарем у містечку Монастирище Ніжинського повіту.
Працював у Чернігові. Був знаним і відомим лікарем у галузі психіатрії.
Організував приватну лікарню для душевнохворих (1901 р.). На 1914 р. викладав анатомію і фізіологію у Чернігівській земській фельдшерській школі. Також працював лікарем у Чернігівському дворянському пансіоні-притулку.
У грудні 1904 р. отримав орден св. Анни 3-го ступеня.
Віросповідання — католицизм. Дружина — Дурова Сусана Михайлівна.